# フローラン・マルダ
フローラン・ジョアン・マルダ（Florent Johan Malouda、 1980年6月13日 - ）は、フランス領ギアナ出身の元プロサッカー選手。元フランス代表。ポジションはフォワード、ミッドフィルダー（左ウイング）。

## クラブ経歴
LBシャトールーのスカウトに注目されフランスへと渡り、16歳でプロデビューした。2000年にEAギャンガンに移籍するとディディエ・ドログバとのコンビで活躍し、2003年にフランスのオリンピック・リヨンに引き抜かれた。2006-07シーズンはリヨンをリーグ6連覇に導き、リーグアン最優秀選手賞を受賞。リーグ戦10得点を記録した。
2007年、チェルシーFCに移籍。再び盟友ドログバと共にプレーすることになった。移籍1年目にはプレミアリーグに適応できずに活躍できなかったものの、2年目の途中からフース・ヒディンクが就任すると調子を上げ始め、その年のFAカップ優勝の立役者の一人となった。新たに4年契約をチェルシーと結び挑んだ2009-10シーズンは左サイドのレギュラーに定着し、2010年3月のプレミアリーグ月間MVPに選ばれるなどチームの攻撃の中心として活躍した。更に09-10UEFAチャンピオンズリーグでのインテル戦では人員不足により、緊急で左サイドバックとして出場した。このシーズンはリーグ戦12得点を記録した。
2013年6月30日、チェルシーはマルダ、パウロ・フェレイラ、ヨッシ・ベナユン、ロス・ターンブルの契約満了による退団を発表した。
2013年7月17日、トラブゾンスポルに移籍決定。
2014年9月12日、FCメスに加入し、7シーズンぶりにリーグ・アンに復帰した。
2015年8月23日、デリー・ディナモスFCへ移籍。
2016年1月29日、ワディ・デグラにレンタル移籍した。その後、ディナモスに復帰するも、2017年7月にクラブを退団した。
2018年1月25日、FCディフェルダンジュ03に加入。しかし、怪我の影響で出場機会は少なかった。

## 代表経歴
フランス代表デビューは2004年10月。2006年と2010年のワールドカップ、2008年の欧州選手権でメンバーに選ばれている。特に2010 FIFAワールドカップではフランス代表の練習ボイコット、ニコラ・アネルカの大会追放など、崩壊状態のチームの中で、フランス代表の大会唯一のゴールを決めている。大会後の2010年9月3日、EURO2012予選のベラルーシ戦では初めてキャプテンを務めた。
2017年にはフランス代表から5年間遠ざかっていたため、FIFA非加盟の代表チームであるフランス領ギアナ代表として2017 CONCACAFゴールドカップに向けたバルバドス代表との親善試合でデビューした。2017 CONCACAFゴールドカップはCONCACAFがFIFAのレギュレーションの下に行う大会であったため、フランス代表として出場経験のある彼には出場資格がなかったが、2017年7月11日のホンジュラス代表戦で出場したため、この試合は没収試合となった。

## 指導者経歴
2019年に、FCチューリッヒのコーチに就任したが、2019年4月に契約が解除された。なお、マルダはこのことを知らされておらず、クラブの公式Twitterで初めて知った。

## 代表歴

### 出場大会
- フランス代表
  - 2006 FIFAワールドカップ
  - 2010 FIFAワールドカップ
- フランス領ギアナ代表

### 試合数
- 国際Aマッチ 80試合 9得点（フランス、2004年-2012年）[12]
- 国際Aマッチ 4試合 0得点（フランス領ギアナ、2017年）[12]

| フランス代表 | 国際Aマッチ | 国際Aマッチ |
| 年           | 出場        | 得点        |
| ------------ | ----------- | ----------- |
| 2004         | 1           | 0           |
| 2005         | 8           | 1           |
| 2006         | 16          | 2           |
| 2007         | 9           | 0           |
| 2008         | 10          | 0           |
| 2009         | 6           | 0           |
| 2010         | 12          | 2           |
| 2011         | 11          | 2           |
| 2012         | 7           | 2           |
| 通算         | 80          | 9           |

| フランス領ギアナ代表 | 国際Aマッチ | 国際Aマッチ |
| 年                   | 出場        | 得点        |
| -------------------- | ----------- | ----------- |
| 2017                 | 4           | 0           |
| 通算                 | 4           | 0           |

## 指導歴
- FCチューリッヒ コーチ 2019

## タイトル
リヨン
- リーグ・アン : 2003-04, 2004-05, 2005-06, 2006-07
- トロフェ・デ・シャンピオン : 2003, 2004, 2005

チェルシー
- プレミアリーグ : 2009-10[3]
- FAカップ : 2008-09[13], 2009-10[14], 2011-12[15]
- FAコミュニティ・シールド : 2009[16]
- UEFAチャンピオンズリーグ : 2011-12[17]

個人
- リーグ・アン年間最優秀チーム：3回（2004-05、2005-06、2006-07）
- リーグ・アン月間最優秀選手：1回（2006年11月）
- リーグ・アン年間最優秀選手：1回（2006）
- プレミアリーグ月間最優秀選手 ：1回（2010年3月）[3]
- インディアン・スーパーリーグ最優秀選手：1回（2016）